# Markéta Gonzagová
Markéta Gonzagová (27. května 1564, Mantova – 6. ledna 1618, Mantova) byla italskou šlechtičnou, členkou rodu Gonzaga a sňatkem v letech 1579–1597 vévodkyní z Ferrary, Modeny a Reggia.

## Život

### Původ a dětství
Markéta Barbora se narodila 27. května 1564 v Mantově jako druhé dítě a první dcera mantovského vévody Viléma a rakouské arcivévodkyně Eleonory Habsburské. Jejími prarodiči byli mantovský vévoda Frederik II. Gonzaga a Markéta Palaiologa, vládnoucí markýzy z Montferratu. Prarodiči z matčiny strany byli císař Ferdinand I. Habsburský a Anna Jagellonská. Jméno Markéta dostala právě po babičce ze strany otce a jméno Barbora po matčině sestře, tetě Barboře Habsburské (druhé manželce Markétina budoucího manžela).
Na dvoře v Mantově Markéta vyrůstala spolu s o dva roky starším bratrem Vincenzem a o dva roky mladší sestrou Annou Kateřinou. Markéta ke svému bratrovi, se kterým sdílela jak silnou vůli, tak vysoké ambice, cítila hlubokou náklonnost. Výchova princezny zahrnovala přísné dodržování všech náboženských praktik. Také studovala literaturu a latinu; později sama psala knihy v tomto jazyce. Pod vlivem svého otce, milovníka hudby a skladatele, se princezna učila hrát na hudební nástroje, zpívat a tančit.

### Manželství
V roce 1578 začal vévoda Vilém Gonzaga jednat o manželství čtrnáctileté dcery a jednatřicetiletého Alfonsa II. d'Este, vévody z Ferrary, Modeny a Reggia. Mantovský vévoda doufal, že tímto sňatkem obnoví spojenectví mezi rody Gonzaga a Este a společně s rodem Savojských a Farnese vytvoří koalici proti rodu Medici, jehož hlava obdržela od císaře titul velkovévody.
Alfons II. d'Este byl dvojnásobným vdovcem; jeho dvě předchozí manželky, Lucrezia Medicejská a Barbora Habsburská (Markétina teta) zemřely, aniž by daly vévodovi dědice. Papežská bula Prohibitio alienandi et infeudandi civitates et loca Sanctae Romanae Ecclesiae papeže Pia V. z roku 1567 zakázala nemanželským dětem vstoupit v církevní léno; ze strachu, že by mohla jeho rodina přijít o vévodství, se Alfons II. rozhodl potřetí oženit.
24. února 1579 se v Mantově slavila svatba v zastoupení. 27. května téhož roku vstoupila Markéta, provázena průvodem, slavnostně do Ferrary. Princeznu přivítali vévodovi dvořané rozsvícenými pochodněmi a emblémy zobrazujícími plamen a latinské heslo „Ardet aeternum“ (Může hořet navždy), z čehož vyplývá vévodův příslib mladé manželce, že ji bude navždy milovat.

### Vévodkyně z Ferrary
U ferrarského dvora se Markéta stala patronkou básníků, malířů a hudebníků. Vévodkyně také brala lekce hudby od dvorního kapelníka Ippolita Fioriniho. Na prosbu své mladé manželky reorganizoval vévoda concerto delle donne, které předtím představovalo skupinu zpívajících urozených dvořanů, většinou dvorních dam nové vévodkyně, a koncerty se často konaly v jejích pokojích; pod Markétou se skupina milovníků zpěvu proměnila v komorní soubor profesionálních zpěváků a umělců. Soubor se skládal ze čtyř sopránů: Laura Peverara, Livia d'Arco, Anna Guarini a Vittoria Bentivoglio; k tomu hrál na harfu, violu nebo loutnu basista Giulio Cesare Brancaccio (později nahrazen Melchiorem Palontrottim), zatímco na cembalo hrál Luzzasco Luzzaschi a na arciliuto a bandoru Ippolito Fiorini.
V lednu 1582 pořádala Markéta ples, na němž tančila spolu s jedenácti dalšími ženami, z nichž byla polovina oblečena v mužských šatech — některé byly také součástí concerto delle donne, včetně Laury Peverary, Livie d'Arco, Anny Guarini a Vittorie Bentivoglio, členky prvního ztělesnění concerta. Ples byl pořádán dvakrát – s i bez masek, s tanci doprovázenými pěveckými i hudebními představeními concerta delle donne. Tato průkopnická čistě ženská taneční skupina byla nazývána balletto delle donne; nevystupovaly pouze na vévodkyniných plesech, ale také na jiných událostech, například na svatbě skladatele Carla Gesualda, knížete z Venosy a Eleonory d'Este (sestřenice Markétina manžela) v roce 1594.
Místo toho, aby byl balet spontánním tancem mezi dvořany, jak tomu bylo až do roku 1579, se stal propracovanou a dobře nacvičenou zábavou. Tyto zábavy často zahrnovaly dámské převlékání, které často komentovali současní kronikáři. Alfons II. asistoval při těchto zábavách drobnými maličkostmi, například udržoval vyklizenou podlahu, nikdy se však do představení nezapojoval tak osobně jako Markéta, která v nich sama tančila. Jeden balet Laura Peverara 22. února 1581 složila na počest jejich sňatku, čehož si vévodský pár vysoce vážil.
Programy pro balet byly vytvořeny ručně, nikoli tištěně, a žádný z nich se nedochoval. Alfons II. udržoval zábavu u svého dvora v tajnosti a jeden současník napsal, že zábavy byly tak soukromé, že nebylo možné získat program, dokonce ani poslat kardinálovi Ludvíkovi d'Este, který byl vévodovým mladším bratrem. Luzzasco Luzzaschi a Ippolito Fiorini psali hudbu pro balletto a Giovanni Battista Guarini psal texty. Tyto zábavy se u dvora konaly až do konce vlády rodu Este v roce 1597, kdy se město dostalo pod vládu papeže.
Mezi básníky u Markétina dvora byli Tarquinia Molzová a Torquato Tasso, kteří jí věnovali své práce. Vévodkyni bylo věnováno velké množství madrigalů a sborníků madrigalů, a to buď jen jí, nebo jí i jejímu manželovi. Tyto zahrnovaly množství madrigalů od kapelníka kardinála Ludvíka d'Este, Lucy Marenzia, včetně „Lucida perla“ pro její svatbu.

### Vdovství
Stejně jako dvě předchozí manželství, ani sňatek s Markétou Alfonsovi nepřinesl žádné potomky. Současníci spojovali vévodovu neschopnost zplodit dědice s traumatem, který prožil v dětství, když spadl z koně. Alfons II. se ze všech sil snažil, aby Ferrarské vévodství nepřipadlo po jeho smrti Papežskému státu. Z toho důvodu se dokonce zúčastnil tažení proti Osmanské říši. Ale po smrti Alfonsa II. 27. října 1597 neuznal papež Klement VIII. Cesara d'Este Alfonsovým dědicem. 28. ledna 1598 bylo vévodství Ferrara oficiálně začleněno do Papežského státu a dvůr se přestěhoval do Modeny. Většina movitého majetku vévodského paláce Ferrara a přilehlé zahrady však zůstala ve vlastnictví rodu Este a předána Markétě, nyní vévodkyně vdově.
Markétin manžel ve své poslední vůli nařídil, aby byla Markétě najednou vyplacena částka 20.000 dukátů a aby jí byla následně každý rok vyplácena renta 4.000 dukátů. 20. prosince 1597 opustila vévodkyně vdova Ferraru a vrátila se do rodné Mantovy. Na zpáteční cestě ji doprovázel doprovod poslaný jejím bratrem, již vévodou z Mantovy a Montferratu. Na Vincenzově dvoře nesla titul „Nejjasnější paní z Ferrary“ (Serenissima Signora di Ferrara). Zde mohla vévodkyně vdova předvést svůj politický talent. V červnu 1601 jí bratr jmenoval regentkou Montferratu, než odjel do války proti Osmanské říši v Uhersku. Během této doby zahájila jménem svého bratra tajná jednání o manželství svého synovce Františka Gonzagy s princeznou Markétou Savojskou, nejstarší dcerou vévody Karla Emanuela I. Savojského; sňatek byl uzavřen v roce 1608. Na konci roku 1601 se Markéta vrátila z Monferratu do Mantovy. Od června do října 1602 znovu vládla jako regentka Montferratu.
Vévodkyně vdova pokračovala v Mantově v charitativní činnosti. V roce 1599 založila na okraji města Borre ženský klášter třetího řádu františkánů. V roce 1602 pomáhala Theatinkám se usadit. V roce 1603 se Markéta rozhodla pro další skupinu františkánských žen třetího řádu na okraji Pradelly založit nový klášter a přidělit mu údržbu 25 000 dukátů. Konečnou stavbou byl kostel Sant'Orsola. 21. října 1608 se vévodkyně vdova v tomto klášteře usadila, aniž by však složila klášterní sliby; založila zde dvůr, souběžný s bratrovým ve vévodském paláci. Za jejího působení byl kostel Sant'Orsola místem, kde princezny z rodu Gonzaga a dívky z místních aristokratických rodin získávaly dobré vzdělání. Nadále byla patronkou umělkyň, včetně umělkyně a jeptišky Lucriny Fetti. Markéta také shromáždila velkou sbírku obrazů, která zahrnovala díla Antonia Maria Vianiho, Lodovica Carracciho, Parmigianina, Francesca Raiboliniho, Domenica Fettiho a mnoha dalších umělců.
V posledních letech života věnovala Markéta více času modlitbě, ale nadále pozorně sledovala politickou situaci mantovského vévodství. 9. února 1612 zemřel její bratr Vincenzo a jeho nástupcem se stal jeho nejstarší syn František IV. Gonzaga, který však vládl pouze deset měsíců, než 22. prosince 1612 zemřel na neštovice, pouze několik měsíců po smrti svého jediného syna Ludvíka, který také zemřel na neštovice. Markéta se až do příjezdu svého dalšího synovce, kardinála Ferdinanda Gonzagy, stala regentkou Mantovy a Montferratu (Ferdinand se vzdal svých církevních titulů, aby se mohl stát mantovským vévodou). Po vypovězení Markéty Savojské svěřil nový vévoda tetě Markétě péči o jediné přeživší dítě Františka IV., tříletou Marii, právoplatnou dědičku vévodství Montferrat.
Markéta Barbora Gonzagová zemřela 6. ledna 1618 ve věku 53 let v Mantově a byla pohřbena v kostele Sant'Orsola, který založila. Na památku vévodkyně vdovy z Ferrary byl vydán epitaf s verši básníků, kteří ji znali během jejího života.

## Vývod z předků
|                   |                           |  |                         |                            |  |  |  |  |  |  |  | Federico I. Gonzaga |
|                   |                           |  |                         |                            |  |  |  |  |  |  |  |                     |
|                   | František II. Gonzaga     |  |                         |                            |  |  |  |  |  |  |  |                     |
|                   |                           |  |                         |                            |  |  |  |  |  |  |  |                     |
|                   |                           |  |                         | Markéta Bavorská           |  |  |  |  |  |  |  |                     |
|                   |                           |  |                         |                            |  |  |  |  |  |  |  |                     |
|                   | Federico II. Gonzaga      |  |                         |                            |  |  |  |  |  |  |  |                     |
|                   |                           |  |                         |                            |  |  |  |  |  |  |  |                     |
|                   |                           |  |                         | Herkules I. Estenský       |  |  |  |  |  |  |  |                     |
|                   |                           |  |                         |                            |  |  |  |  |  |  |  |                     |
|                   | Isabella d'Este           |  |                         |                            |  |  |  |  |  |  |  |                     |
|                   |                           |  |                         |                            |  |  |  |  |  |  |  |                     |
|                   |                           |  |                         | Eleonora Neapolská         |  |  |  |  |  |  |  |                     |
|                   |                           |  |                         |                            |  |  |  |  |  |  |  |                     |
|                   | Vilém I. Gonzaga          |  |                         |                            |  |  |  |  |  |  |  |                     |
|                   |                           |  |                         |                            |  |  |  |  |  |  |  |                     |
|                   |                           |  |                         | Bonifác III. z Montferratu |  |  |  |  |  |  |  |                     |
|                   |                           |  |                         |                            |  |  |  |  |  |  |  |                     |
|                   | Vilém IX. z Montferratu   |  |                         |                            |  |  |  |  |  |  |  |                     |
|                   |                           |  |                         |                            |  |  |  |  |  |  |  |                     |
|                   |                           |  |                         | Marie Srbská               |  |  |  |  |  |  |  |                     |
|                   |                           |  |                         |                            |  |  |  |  |  |  |  |                     |
|                   | Markéta Palaiologa        |  |                         |                            |  |  |  |  |  |  |  |                     |
|                   |                           |  |                         |                            |  |  |  |  |  |  |  |                     |
|                   |                           |  |                         | René z Alençonu            |  |  |  |  |  |  |  |                     |
|                   |                           |  |                         |                            |  |  |  |  |  |  |  |                     |
|                   | Anna z Alençonu           |  |                         |                            |  |  |  |  |  |  |  |                     |
|                   |                           |  |                         |                            |  |  |  |  |  |  |  |                     |
|                   |                           |  |                         | Markéta Lotrinská          |  |  |  |  |  |  |  |                     |
|                   |                           |  |                         |                            |  |  |  |  |  |  |  |                     |
| Markéta Gonzagová |                           |  |                         |                            |  |  |  |  |  |  |  |                     |
|                   |                           |  |                         |                            |  |  |  |  |  |  |  |                     |
|                   |                           |  | Maxmilián I. Habsburský |                            |  |  |  |  |  |  |  |                     |
|                   |                           |  |                         |                            |  |  |  |  |  |  |  |                     |
|                   | Filip I. Kastilský        |  |                         |                            |  |  |  |  |  |  |  |                     |
|                   |                           |  |                         |                            |  |  |  |  |  |  |  |                     |
|                   |                           |  |                         | Marie Burgundská           |  |  |  |  |  |  |  |                     |
|                   |                           |  |                         |                            |  |  |  |  |  |  |  |                     |
|                   | Ferdinand I. Habsburský   |  |                         |                            |  |  |  |  |  |  |  |                     |
|                   |                           |  |                         |                            |  |  |  |  |  |  |  |                     |
|                   |                           |  |                         | Ferdinand II. Aragonský    |  |  |  |  |  |  |  |                     |
|                   |                           |  |                         |                            |  |  |  |  |  |  |  |                     |
|                   | Jana I. Kastilská         |  |                         |                            |  |  |  |  |  |  |  |                     |
|                   |                           |  |                         |                            |  |  |  |  |  |  |  |                     |
|                   |                           |  |                         | Isabela I. Kastilská       |  |  |  |  |  |  |  |                     |
|                   |                           |  |                         |                            |  |  |  |  |  |  |  |                     |
|                   | Eleonora Habsburská       |  |                         |                            |  |  |  |  |  |  |  |                     |
|                   |                           |  |                         |                            |  |  |  |  |  |  |  |                     |
|                   |                           |  |                         | Kazimír IV. Jagellonský    |  |  |  |  |  |  |  |                     |
|                   |                           |  |                         |                            |  |  |  |  |  |  |  |                     |
|                   | Vladislav II. Jagellonský |  |                         |                            |  |  |  |  |  |  |  |                     |
|                   |                           |  |                         |                            |  |  |  |  |  |  |  |                     |
|                   |                           |  |                         | Alžběta Habsburská         |  |  |  |  |  |  |  |                     |
|                   |                           |  |                         |                            |  |  |  |  |  |  |  |                     |
|                   | Anna Jagellonská          |  |                         |                            |  |  |  |  |  |  |  |                     |
|                   |                           |  |                         |                            |  |  |  |  |  |  |  |                     |
|                   |                           |  |                         | Gaston z Foix              |  |  |  |  |  |  |  |                     |
|                   |                           |  |                         |                            |  |  |  |  |  |  |  |                     |
|                   | Anna z Foix a Candale     |  |                         |                            |  |  |  |  |  |  |  |                     |
|                   |                           |  |                         |                            |  |  |  |  |  |  |  |                     |
|                   |                           |  |                         | Kateřina z Foix-Candale    |  |  |  |  |  |  |  |                     |
|                   |                           |  |                         |                            |  |  |  |  |  |  |  |                     |